# Scotopteryx pallidaria
Scotopteryx pallidaria là một loài bướm đêm trong họ Geometridae.